# U-1274
| U-1274                     | U-1274                                                         | U-1274                                                         |
| -------------------------- | -------------------------------------------------------------- | -------------------------------------------------------------- |
|                            |                                                                |                                                                |
|                            |                                                                |                                                                |
|                            |                                                                |                                                                |
| Під прапором               | Третій рейх                                                    | Третій рейх                                                    |
| Спуск на воду              | 25 січня 1944 року                                             | 25 січня 1944 року                                             |
| Виведений зі складу флоту  | 16 квітня 1945 року                                            | 16 квітня 1945 року                                            |
| Сучасний статус            | затоплений                                                     | затоплений                                                     |
| Проєкт                     |                                                                |                                                                |
| Тип ПЧ                     | Торпедний ДПЧ                                                  | Торпедний ДПЧ                                                  |
| Основні характеристики     |                                                                |                                                                |
| Швидкість (надводна)       | 17,7 вузлів                                                    | 17,7 вузлів                                                    |
| Швидкість (підводна)       | 7,6 вузлів                                                     | 7,6 вузлів                                                     |
| Робоча глибина занурення   | 120 м                                                          | 120 м                                                          |
| Гранична глибина занурення | 250 м                                                          | 250 м                                                          |
| Екіпаж                     | 44 осіб                                                        | 44 осіб                                                        |
| Розміри                    |                                                                |                                                                |
| Довжина найбільша (по КВЛ) | 67,1 м                                                         | 67,1 м                                                         |
| Ширина корпусу найб.       | 6,2 м                                                          | 6,2 м                                                          |
| Висота                     | 9,6 м                                                          | 9,6 м                                                          |
| Середня осадка (по КВЛ)    | 4,70 м                                                         | 4,70 м                                                         |
| Водотоннажність надводна   | 769 т                                                          | 769 т                                                          |
| Озброєння                  |                                                                |                                                                |
| Артилерія                  | одна палубна гармата калібру 88-мм, одна 20-мм зенітна гармата | одна палубна гармата калібру 88-мм, одна 20-мм зенітна гармата |
| Торпедно- мінне озброєння  | 4 носових і один кормовий ТА. 14 торпед                        | 4 носових і один кормовий ТА. 14 торпед                        |

U-1274 — німецький підводний човен типу VIIC/41 часів Другої світової війни.
Замовлення на будівництво човна було віддане 13 червня 1942 року. Човен був закладений на верфі Bremer Vulkan у Бремені 21 червня 1943 року під заводським номером 69, спущений на воду 25 січня 1944 року, 1 березня 1944 року увійшов до складу 8-ї флотилії. Також за час служби входив до складу 5-ї флотилії.
Човен зробив 1 бойовий похід, у якому потопив 1 судно.
16 квітня 1945 року потоплений в Північному морі, північніше Ньюкасла (55°36′ пн. ш. 01°24′ зх. д. / 55.600° пн. ш. 1.400° зх. д.) глибинними бомбами британського есмінця «Віцерой». Всі 44 члени екіпажу загинули.

## Командири
- Оберлейтенант-цур-зее Федор Кушер (1 березня — липень 1944)
- Оберлейтенант-цур-зее Ганс-Герман Фіттінг (липень 1944 — 16 квітня 1945)

## Потоплені та пошкоджені кораблі[3]
| Назва     | Тип        | Належність      | Дата           | Тоннаж (БРТ) | Вантаж          | Статус    | Місце                                                      |
| Athelduke | суховантаж | Велика Британія | 16 квітня 1945 | 8 966        | 12 600 т патоки | потоплено | 55°39′ пн. ш. 01°31′ зх. д. / 55.650° пн. ш. 1.517° зх. д. |